# STS-65
STS-65, voluit Space Transportation System-65, was een spaceshuttlemissie van de Columbia. Tijdens de missie werd er voor de tweede keer onderzoek gedaan in de International Microgravity Laboratory (IML-2), een aangepaste Spacelab module. Eerder vond dit onderzoek plaats tijdens missie STS-42.

## Bemanning
| Positie            | Lancering                     | Landing                       |                               |
| ------------------ | ----------------------------- | ----------------------------- | ----------------------------- |
| Bevelhebber        | Robert Cabana 3e ruimtevlucht | Robert Cabana 3e ruimtevlucht |                               |
| Piloot             | James Halsell 1e ruimtevlucht | James Halsell 1e ruimtevlucht |                               |
| Missiespecialist 1 | Richard Hieb 3e ruimtevlucht  | Richard Hieb 3e ruimtevlucht  |                               |
| Missiespecialist 2 | Carl Walz 2e ruimtevlucht     | Carl Walz 2e ruimtevlucht     | Carl Walz 2e ruimtevlucht     |
| Missiespecialist 3 | Leroy Chiao 1e ruimtevlucht   | Leroy Chiao 1e ruimtevlucht   | Leroy Chiao 1e ruimtevlucht   |
| Missiespecialist 4 | Donald Thomas 1e ruimtevlucht | Donald Thomas 1e ruimtevlucht | Donald Thomas 1e ruimtevlucht |
| Ladingspecialist 1 | Chiaki Mukai 1e ruimtevlucht  | Chiaki Mukai 1e ruimtevlucht  | Chiaki Mukai 1e ruimtevlucht  |

## Media

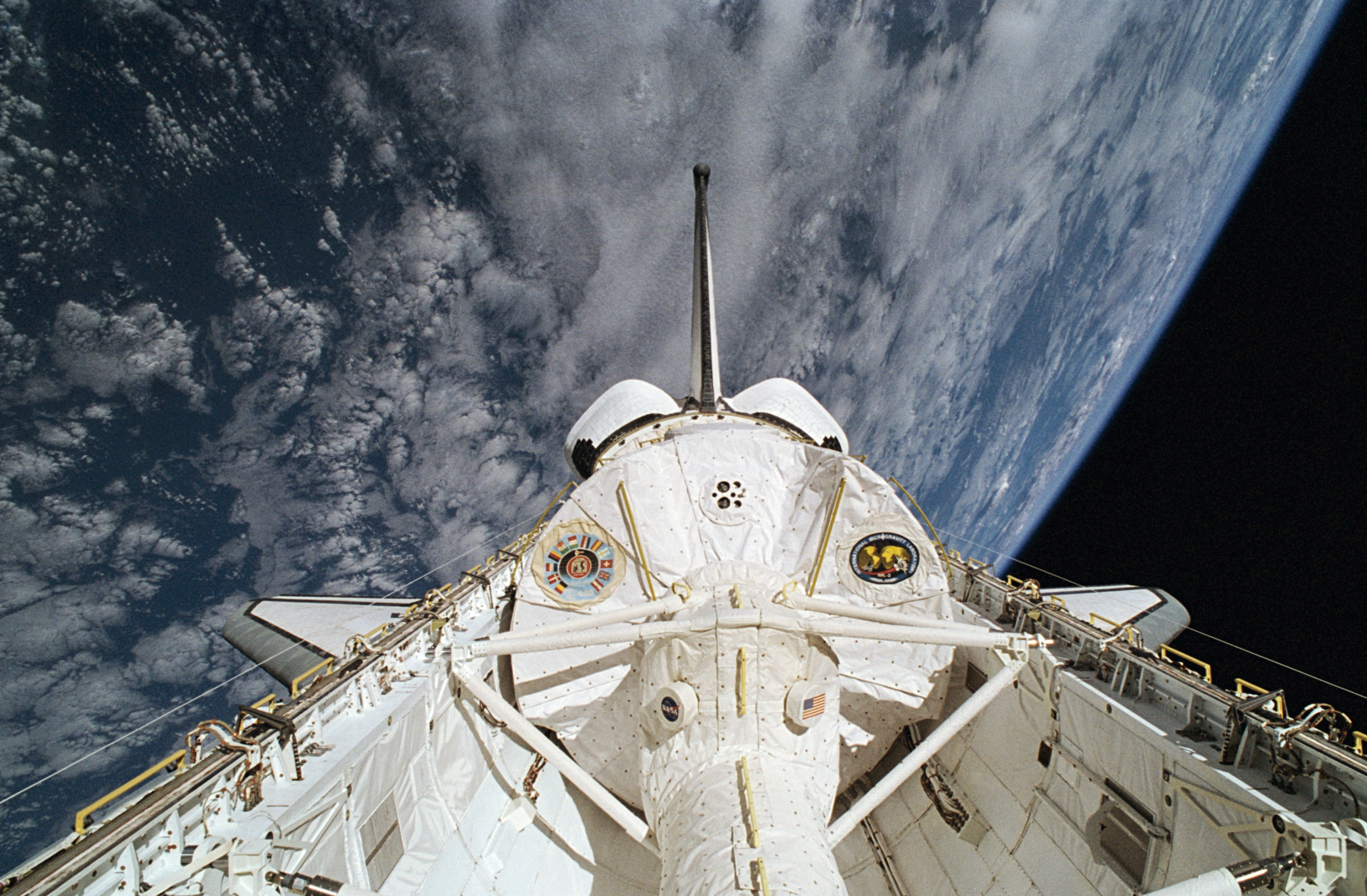
Spacelab aan boord van de Columbia